# 天城勲
天城 勲（あまぎ いさお、1915年（大正4年）5月12日 - 2011年（平成23年）7月22日）は、日本の文部官僚。

## 経歴
静岡県出身。府立一中、一高を経て1942年東京帝国大学法学部政治学科卒。朝鮮総督県道府警視、1946年文部省入省。
1960年大臣官房長、62年調査局長、65年管理局長、66年大学学術局長、69年事務次官。72年日本育英会理事長、76年日本学術振興会理事長。89年日本ユネスコ国内委員会会長。2011年死去。

## 著書
- 『教材費の解説と研究』港出版合作社、1953
- 『学校教育法逐条解説』学陽書房、1954
- 『大学をみつめて』リクルート出版部、1986
- 『大学の変革-内と外』玉川大学出版部、1995　シリーズ「現代の高等教育」

### 共編著
- 『教育法令事典』編　港出版合作社、1950
- 『教育委員会の理論と実務』北岡健二共著　港出版合作社、1952
- 『インドの経済発展と教育投資』編　アジア経済研究所、1963
- 『インドの人的資源と教育投資』編　アジア経済研究所、1965
- 『教育行政のための調査統計ハンドブック』編著　第一法規出版、1965
- 『タイの経済発展と教育計画』編　アジア経済研究所、1966
- 『教育学叢書 第4巻　教育計画』清水義弘共編著　第一法規、1968
- 『教育学叢書 教育行政』編著　第一法規出版、1970
- 『海外教育情報 アメリカ編』共編　第一法規出版、1971
- 『教育学叢書 別巻　教育法規解説』編著　第一法規出版、1971
- 『現代教育用語辞典』奥田真丈、吉本二郎共編　第一法規出版、1973
- 『大学設置基準の研究』慶伊富長共編　東京大学出版会、1977
- 『大学から高等教育へ』全5巻（編）サイマル出版会、1978-81

『新しい大学観の創造』 1978
『動きはじめた大学改革』 1979
『エリートの大学・大衆の大学』 1979
『世界に通用する大学』 1980
『大学の入口と出口』 1981
- 『相互にみた日米教育の課題 日米教育協力研究報告書』編著　第一法規、1987
- 『大学と社会 技術革新のなかの高等教育』加藤秀俊共編　日本放送出版協会、1990
- 『日本現代教育基本文献叢書 教育基本法制コンメンタール 教育関係法』1-2　有倉遼吉共著　日本図書センター、1998

### 翻訳
- 『大学紛争 分析と勧告 全米教育協会大学紛争特別委員会報告 IDE教育資料』民主教育協会、1971
- ジョセフ・ベン=デビッド『学問の府 原典としての英仏独米の大学』サイマル出版会、1982
- アーネスト・L.ボイヤー『アメリカの教育改革 ハイスクール新生の12の鍵』中島章夫共監訳　リクルート出版部、1984
- 『学習:秘められた宝 ユネスコ「21世紀教育国際委員会」報告書』監訳 ぎょうせい、1997

## 栄典
- 1988年 - 勲一等瑞宝章受章[1]